# Hannah Neise
Hannah Neise, née le 26 mai 2000, est une skeletoneuse allemande. Elle fait partie de l'équipe olympique allemande pour l'épreuve de skeleton lors des Jeux olympiques d'hiver de 2022, où elle remporte la médaille d'or.

## Palmarès

### Jeux olympiques d'hiver
- : médaille d'or en individuel aux Jeux olympiques d'hiver de 2022 à  Pékin.

### Championnats du monde
- : médaillée d'or en équipe mixte aux championnats du monde de 2024.
- : médaillée de bronze aux championnats du monde de 2024.

### Coupe du monde
- Meilleur classement général : 3e en 2025.
- 8 podiums : 2 victoires, 2 deuxièmes places et 4 troisièmes places.
- 1 podium en épreuve mixte :  1 troisième place.

#### Détails des victoires en Coupe du monde
| Édition   | Piste       | Total |
| 2022-2023 | Whistler    | 1     |
| 2023-2024 | Lillehammer | 1     |